# Satarupa nymphalis
Satarupa nymphalis es una especie de mariposa, de la familia de los hespéridos.

## Distribución
Satarupa nymphalis tiene una distribución restringida a la región Paleártico y ha sido reportada en Corea, Rusia, al sur de China, y en la región de Ussuri.

## Plantas hospederas
Las larvas de S. nymphalis se alimentan de plantas de la familia Rutaceae. Se ha reportado en Phellodendron amurense y especies no identificadas del género Euodia. 